# Florence Stoney

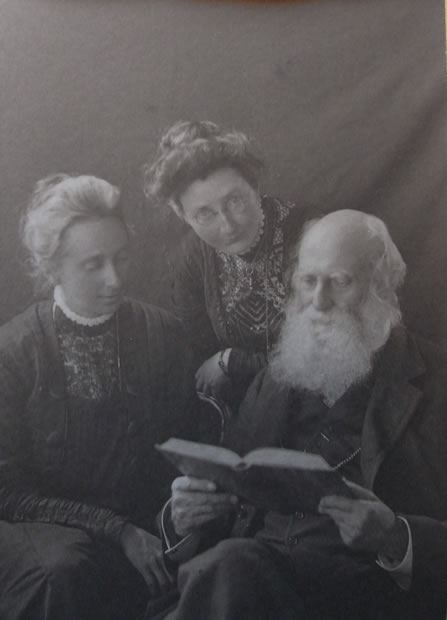
Von links nach rechts: Edith, Florence und Johnstone Stoney, aufgenommen um 1910

Florence Ada Stoney (* 4. Februar 1870 in Dublin, Irland; † 7. Oktober 1932 in Bournemouth, Irland) war eine irische Ärztin. Sie war die erste Radiologin, die im Vereinigten Königreich tätig war.

## Leben und Werk
Stoney war die Tochter von Margaret Sophia Stoney und dem Physiker George Johnstone Stoney. Sie wurde zunächst privat zu Hause erzogen, besuchte dann aber mit ihrer Schwester Edith das Royal College for Science of Ireland. 1883 zog die Familie Stoney nach London, um ihren Töchtern eine höhere Bildung zu ermöglichen, da dies zu diesem Zeitpunkt für Frauen in Irland nicht gegeben war. Stoney besuchte die London School of Medicine für Frauen und erhielt 1895 den Bachelor of Medicine, Bachelor of Surgery (MBBS) mit Auszeichnung und promovierte 1898 in Medizin, wobei sie sich auf Radiologie spezialisierte. Sie arbeitete als klinische Assistentin am Royal Free Hospital und verbrachte sechs Jahre als Demonstratorin für Anatomie an der London School of Medicine für Frauen. Danach arbeitete sie einige Zeit im Victoria Kinderkrankenhaus in Hull und baute 1902 eine Röntgenabteilung im Elizabeth Garret Anderson Hospital for Women in London auf. Im Krankenhaus arbeitete sie hauptsächlich mit Röntgenstrahlen und entwickelte häufig die Röntgenplatten in ihrem eigenen Haus. Sie war die erste Radiologin, die in Großbritannien zu einer Zeit arbeitete, als sich das Wissen über Radiologie und die damit verbundenen Geräte noch in der Entwicklungsphase befanden. Sie war gezwungen, unter schlechten Bedingungen in kaum belüfteten Räumen und Platzmangel für Röntgenarbeiten zu arbeiten. Sie erhielt keine Unterstützung und musste den größten Teil der Arbeit selbst erledigen. 1906 gründete sie eine Praxis in der Harley Street und benutzte Röntgenstrahlen zur Behandlung von Uterusmyomen.
1914 reiste sie nach Amerika und besuchte eine Reihe von radiologischen Zentren in New York, Boston, Philadelphia und Baltimore. Sie kehrte mit einer der neuen Coolidge-Röhren zurück und sie gehörte zu den ersten, die den Vorläufer fast aller heute noch verwendeten medizinischen Röntgenröhren in Großbritannien benutzte.
Sie besaß 13 Jahre Erfahrung auf dem Gebiet der Röntgenuntersuchung, als der Erste Weltkrieg im August 1914 ausbrach. Sie und ihre Schwester Edith Stoney, eine medizinische Physikerin, meldeten sich freiwillig zur Unterstützung des British Red Cross. Sie wurden aber beide von dem britischen Chirurgen Frederick Treves abgelehnt, weil sie Frauen waren. Daraufhin gründeten sie ihre eigene Abteilung innerhalb der Women’s Imperial Service League. Sie bereitete eine Röntgenanlage vor und Stoney half der Organisation des Belgischen Roten Kreuzes und den belgischen Soldaten in Antwerpen. Das Team baute eine verlassene Musikhalle in ein provisorisches Krankenhaus um, in dem sie die Leiterin des medizinischen Personals der chirurgischen Abteilung und der Radiologie war. Als das Krankenhaus unter Beschuss geriet und nach 18-stündigem Granatfeuer evakuiert wurde, zog ihr Team nach Holland, wo es diesem 20 Minuten vor der Brückensprengung gelang, den Fluss Schelde zu überqueren. Sie und ihre Einheit erhielten dafür 1914 den Stern für Tapferkeit.

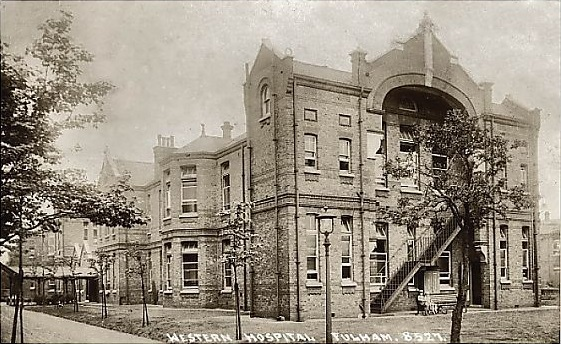
Fulham Hospital

Sie arbeitete weiterhin in einem Krankenhaus in der Nähe von Cherbourg in Frankreich und beschäftigte sich hauptsächlich mit Fällen im Zusammenhang mit Frakturen und der Lokalisierung von Geschossfragmenten in Wunden. Im März 1915 wurde das Cherbourg-Krankenhaus nicht mehr benötigt und sie zog zurück nach London. Sie arbeitete dort im Fulham Military Hospital und war eine der ersten Ärztinnen, die als Vollzeitbeschäftigte im British War Office tätig war und erhielt im Juni 1919 den Order of the British Empire. Sie arbeitete dort bis 1918 als Leiterin der Abteilung für Röntgen und Elektrik. Sie zog dann nach Bournemouth, wo sie als Honorary Medical Officer in der Elektroabteilung des Royal Victoria and West Hants Hospital an zwei Standorten praktizierte.
Stoney war die Gründerin und Präsidentin der Wessex-Niederlassung der British Association for Radiology and Physiotherapy, einem Vorläufer des British Institute of Radiology und war als beratende Strahlentherapeutin im Victoria Cripples Home tätig. Im Ruhestand verfasste sie eine Reihe von Artikeln als Beitrag zur damaligen medizinischen Literatur. Sie veröffentlichte Forschungsergebnisse zu Themen wie Myome, Kropf, Morbus Basedow, Rachitis und Osteomalazie.
1928 zog sie sich von ihren Krankenhauspositionen zurück und verbrachte ihren Ruhestand mit ihrer Schwester Edith. Sie reisten nach Indien, wo sie ihre letzte wissenschaftliche Arbeit zum Thema Knochenerweichung schrieb. Sie studierte und untersuchte dieses Thema insbesondere auf den Zusammenhang zwischen UV-Exposition, Vitamin D und Skelettentwicklung. In Indien nutzte sie ihr Fachwissen auch, um über die Verwendung von UV-Licht in Krankenhäusern zu beraten.
Sie litt an einer langen und schmerzhaften Krankheit, die weitgehend auf ihre Arbeit bei starker Strahlenbelastung zurückzuführen war. Das British Journal of Radiology veröffentlichte einen offiziellen Nachruf, der fünf Seiten umfasste.